# Alonso Álvarez Guerrero
Alonso Álvarez Guerrero (c. 1502- 1576), jurista y poeta español del Renacimiento. Su nombre se cita de diferentes maneras en los catálogos bibliográficos: Alonso o Alfonso Álvarez Guerrero, Alonso Alvares Guerreiro, Alonso o Alfonso Guerrero.
Es autor de dos poemas panegíricos dedicados a Carlos V:

- Las Doscientas del castillo de la fama y Las cincuenta del Laberinto contra fortuna (Valencia, 1520), donde, al lado de personajes bíblicos y de la antigüedad, aparecen también personajes coetáneos.
- Palacio de la Fama e Historia de las guerras de Italia, con la coronación de su Majestad (Bolonia, 1530).

Es autor asimismo de varios tratados jurídicos:
- 'Tractado de la forma que se ha de tener en la celebración del General Concilio y acerca de la reformación de la Iglesia (Valencia, 1536; reedición, con añadidos, en Génova, 1537; nueva edición, en latín: Tractatus de mode et ordine generalis concilii celebrandi et de reformatione Ecclesiae Dei, Nápoles, 1545).
 Este tratado, según el historiador Henry Kamen, "es un ejemplo extremo del sentimento antipapista en España".[1]
- Aureus et singularis tractatus de bello iusto et iniusto (Nápoles, 1543).
- Thesaurus Christianae religionis et speculum sacrorum summorum pontificum, imperatorum ac regum (Venecia, 1559; reedición, con añadidos, en Florencia, 1563; Nápoles, 1570; reediciones póstumas de la primera edición de 1559 en Colonia, 1581 y 1586).